# Tak Tak Wolff
Tak Tak Wolff (oder auch Taktak Wolff) war eine österreichische Pop-Band aus den 1980er Jahren und ist der Neuen Deutschen Welle zuzurechnen.
Die Band bestand ursprünglich aus Mike Bernthaler und Peppone Kerschbaum (beide aus Klagenfurt, Kärnten).

## Geschichte
Nachdem Mike Bernthaler (Vocals, Gitarre, Computer) und Peppone Kerschbaum (Keyboards, Computer) zuvor mit eigenen Bands unterwegs waren (Faust bzw. Faun), trennten sie sich 1985 von ihren Mitmusikern und arbeiteten fortan zu zweit in ihrem Heimstudio. Der Erfolg stellte sich bald darauf 1986 mit der Single Du Mädchen Du ein, produziert vom Wiener Fred Jakesch.
Der Song erfreute sich großer Beliebtheit bei Ö3, hatte gutes Airplay und es folgten etliche Fernsehauftritte. Die Single schaffte es sogar auf Platz 1 diverser Radio Charts (z. B. Radio Uno), bei Ö3 stieg der Song mit aufsteigender Tendenz auf Platz 11 ein, schied aber eine Woche darauf aus der Ö3 Hitparade wieder aus. Das kleine Wiener Label NeoNeo hatte nicht die finanziellen Mittel, ausreichend Platten für den Verkauf und damit die Hitparadenplatzierung produzieren zu lassen (die Erstauflage von 5000 Stück war sofort vergriffen).
Nach diesem Anfangserfolg arbeitete das Duo eine Zeit lang im Linzer Studio von Eela Craig an einer LP; diese Produktion wurde jedoch nie fertiggestellt, da ihr Label NeoNeo sich auflöste. Reale Interessen großer deutscher Plattenfirmen an eine Veröffentlichung von Tak Tak Wolff scheiterten ebenfalls daran.
Das Duo produzierte mit zahlreichen Prominenten noch die Single Kinder als Benefiz-Aktion für Licht ins Dunkel bevor sich Mike Bernthaler und Peppone Kerschbaum trennten. Der Song war für 5 Wochen in der Ö3 Hitparade (beste Platzierung Platz 21).
Mike Bernthaler veröffentlichte 1987 als Tak Tak Wolff unter Mitarbeit von Fred Jakesch (Produzent; ex Rosachrome), Helmut Bibl (Gitarre; ex Falco, Drahdiwaberl, Hallucination Company) und Oliver Welter (Gitarre, Naked Lunch) die Single Crocodile Rock. Beste Platzierung in der Ö3 Hitparade war Platz 23.
Die 1988 veröffentlichte und bei Koch-Records erschienene englischsprachige Single Tears In Your Eyes floppte allerdings trotz eines aufwändig produzierten Videoclips völlig. Damit war das vorläufige Ende von Tak Tak Wolff besiegelt.
Nach Jahren getrennter Wege spielten Mike Bernthaler und Peppone Kerschbaum 2005 für ein Jahr wieder in der Band Eizer - Hardcore Tanzband zusammen.
2009 erfolgte der Reload bzw. die Neugründung der Band.
Neu mit dabei sind nun Gert Trappitsch (Gitarre), Manfred Mack (Schlagzeug) und Harald Klary (Bass).
Im Herbst 2010 bewarb sich die Band für das Voting der Song-Contest-Vorentscheidung. Sie erreichte nicht die Runde der besten 30 Teilnehmer.
Im April 2019 präsentierten sie ihr erstes Albums Tak Tak Wolff und gaben zugleich ein zugleich Abschiedskonzert in Klagenfurt.

## Diskografie
- 1986 Du Mädchen Du (Single; Label: NeoNeo, Vertrieb: Polygram)
- 1986 Top Of Austropop (LP Sampler; Polydor)
- 1986 Kinder (Single; Label: AMC, Vertrieb: Polygram)
- 1987 Crocodile Rock (Single; Label: AMC, Vertrieb: Polygram)
- 1988 Tears In Your Eyes (Single; Label & Vertrieb: Koch Records)